# تیم آپ ۰۷۲
تیم آپ ۰۷۲ (انگلیسی: Team up 072؛ کره‌ای: 편먹고 공치리(۰۷۲)) یک برنامه تلویزیونی کره جنوبی است که از ۱۶ ژوئیه ۲۰۲۱ از اس‌بی‌اس پخش می‌شود. این برنامه در ابتدا قرار بود که هر جمعه شب ساعت ۲۳:۳۰ (کی‌اس‌تی) پخش شود اما بعد از واکنش مثبت بینندگان، از شروع قسمت جدید در ۷ اوت، به شنبه‌ها ساعت ۱۸:۰۰ (کی‌اس‌تی) منتقل شد.

## بررسی اجمالی
بازی گلف به صورت تیمی بیشتر از بازی در تنهایی سرگرم‌کننده است. سه میزبان ثابت لی سونگ گی، لی کیونگ کیو و لی سونگ یوپ هر کدام تیمی را برای رقابت با یکدیگر تشکیل می‌دهند. پاداش یا مجازات هر تیم به ترتیب مجازات تکان دهنده ای خواهد بود.

## بازیگران
| گروه بازیگران | پیشه                      | معرفی |
| ------------- | ------------------------- | --- |
| لی سونگ گی    | خواننده، بازیگر، انترتینر | او خیلی باتجربه نیست، اما نتیجه اش را نخواهی دانست مگر اینکه آن را اندازه‌گیری کنی. یک سوپر روکی پرشور که همه را با مهارت‌های غیرمنتظره‌ای غافلگیر می‌کند. نمایش رشد یک تازه‌کار گلف با تجربهٔ ۲ ساله در حال حاضر شروع شده‌است |
| لی کیونگ کیو  | انترتینر                  | یک گلف باز کهنه‌کار که ۳۰ سال تجربه دارد. مردی که با افتخار خود را خدای گلف معرفی کرد. او مصمم است که امتیاز ۷۲ را حتی در سن ۷۲ سالگی حفظ کند. بنیانگذار افسانه ای نمایش‌های سرگرمی گلف.                                  |
| لی سونگ یوپ   | بازیکن بازنشسته بیسبال    | یک بازیکن بیسبال حرفه‌ای که در گلف با غرایز شیر، خود را به چالش می‌کشد. او اولین حضور خود را در یک برنامه سرگرمی انجام می‌دهد!                                                                                             |
| یو هیون جو    | بازیکن گلف                | یک بازیکن ستارهٔ گلف کاریزماتیک که با ذوق و شوق حرفه‌ای به دنبال پیروزی است! |

## ریتینگ

### فصل ۱: ۲۰۲۱
- در جدول زیر،  اعداد آبی پایین‌ترین رتبه را دارند و  اعداد قرمز بالاترین رتبه را نشان می‌دهند.

| قسمت # | تاریخ پخش اصلی  | Nielsen Korea (سراسر کشور) |
| ------ | --------------- | -------------------------- |
| ۱      | ۱۶ ژوئیه ۲۰۲۱   | ۲٫۸٪                       |
| ۲      | ۲۳ ژوئیه ۲۰۲۱   | ۲٫۱٪                       |
| ۳      | ۳۰ ژوئیه ۲۰۲۱   | ۲٫۳٪                       |
| ۴      | ۷ اوت ۲۰۲۱      | ۴٫۲٪                       |
| ۵      | ۱۴ اوت ۲۰۲۱     | ۳٫۰٪                       |
| ۶      | ۲۱ اوت ۲۰۲۱     | ۴٫۱٪                       |
| ۷      | ۲۸ اوت ۲۰۲۱     | ۲٫۹٪                       |
| ۸      | ۴ سپتامبر ۲۰۲۱  | ۳٫۵٪                       |
| ۹      | ۱۱ سپتامبر ۲۰۲۱ | ۲٫۶٪                       |
| ۱۰     | ۱۸ سپتامبر ۲۰۲۱ | ۳٫۲٪                       |
| ۱۱     | ۲۲ سپتامبر ۲۰۲۱ | ۴٫۲٪                       |
| ۱۲     | ۲۵ سپتامبر ۲۰۲۱ | ۳٫۹٪                       |
| ۱۳     | ۲ اکتبر ۲۰۲۱    | ۲٫۷٪                       |
| ۱۴     | ۹ اکتبر ۲۰۲۱    | ۲٫۷٪                       |
| ۱۵     | ۱۶ اکتبر ۲۰۲۱   | ۳٫۴٪                       |
| ۱۶     | ۲۳ اکتبر ۲۰۲۱   | ۲٫۸٪                       |

### فصل ۲: ۲۰۲۱-اکنون
- در جدول زیر،  اعداد آبی پایین‌ترین رتبه را دارند و  اعداد قرمز بالاترین رتبه را نشان می‌دهند.

| قسمت | تاریخ پخش اصلی | Nielsen Korea (سراسر کشور) |
| ---- | -------------- | -------------------------- |
| ۱    | ۶ نوامبر ۲۰۲۱  | ۳٫۳٪                       |
| ۲    | ۱۳ نوامبر ۲۰۲۱ |                            |
| ۳    | ۲۰ نوامبر ۲۰۲۱ |                            |